# Championnat du monde masculin de vitesse par équipes
Le Championnat du monde masculin de vitesse par équipes est le championnat du monde de la vitesse par équipes organisé annuellement par l'UCI dans le cadre des Championnats du monde de cyclisme sur piste.

## Palmarès
| Année | Or                                                                                        | Argent                                                                                               | Bronze                                                                            |
| ----- | ----------------------------------------------------------------------------------------- | --- | --------------------------------------------------------------------------------- |
| 1995  | Allemagne- Jan van Eijden - Michael Hübner - Jens Fiedler                                 | France - Benoît Vêtu - Florian Rousseau - Hervé Robert Thuet                                         | États-Unis- Marty Nothstein - Erin Hartwell - William Clay                        |
| 1996  | Australie - Darryn Hill - Shane Kelly - Gary Neiwand                                      | Allemagne- Michael Hübner - Jens Fiedler - Sören Lausberg                                            | France- Laurent Gané - Florian Rousseau - Hervé Robert Thuet                      |
| 1997  | France- Vincent Le Quellec - Florian Rousseau - Arnaud Tournant                           | Allemagne- Sören Lausberg - Eyk Pokorny - Jan van Eijden                                             | Australie- Danny Day - Shane Kelly - Sean Eadie                                   |
| 1998  | France- Vincent Le Quellec - Florian Rousseau - Arnaud Tournant                           | Australie- Danny Day - Shane Kelly - Graham Sharman                                                  | Allemagne- Sören Lausberg - Stefan Nimke - Eyk Pokorny                            |
| 1999  | France- Laurent Gané - Florian Rousseau - Arnaud Tournant                                 | Grande-Bretagne - Chris Hoy - Craig MacLean - Jason Queally                                          | Allemagne- Sören Lausberg - Stefan Nimke - Eyk Pokorny                            |
| 2000  | France- Laurent Gané - Florian Rousseau - Arnaud Tournant                                 | Grande-Bretagne - Chris Hoy - Craig MacLean - Jason Queally                                          | Espagne- José Antonio Villanueva - José Antonio Escuredo - Salvador Melià         |
| 2001  | France- Laurent Gané - Florian Rousseau - Arnaud Tournant                                 | Australie - Jobie Dajka - Ryan Bayley - Sean Eadie                                                   | Grande-Bretagne - Chris Hoy - Craig MacLean - Jason Queally                       |
| 2002  | Grande-Bretagne - Jamie Staff - Chris Hoy - Craig MacLean                                 | Australie - Jobie Dajka - Ryan Bayley - Sean Eadie                                                   | Allemagne- Jens Fiedler - Sören Lausberg - Carsten Bergemann                      |
| 2003  | Allemagne- Carsten Bergemann - René Wolff - Jens Fiedler                                  | France - Laurent Gané - Mickaël Bourgain - Arnaud Tournant                                           | Grande-Bretagne - Craig MacLean - Chris Hoy - Jamie Staff                         |
| 2004  | France- Mickaël Bourgain - Laurent Gané - Arnaud Tournant                                 | Espagne - José Antonio Escuredo - Salvador Melià - José Antonio Villanueva                           | Grande-Bretagne- Craig MacLean - Chris Hoy - Jamie Staff                          |
| 2005  | Grande-Bretagne - Chris Hoy - Jason Queally - Jamie Staff                                 | Pays-Bas - Theo Bos - Teun Mulder - Tim Veldt                                                        | Allemagne- Matthias John - René Wolff - Stefan Nimke                              |
| 2006  | France- Arnaud Tournant - Grégory Baugé - Mickaël Bourgain                                | Grande-Bretagne - Chris Hoy - Jason Queally - Jamie Staff                                            | Australie - Ryan Bayley - Shane Kelly - Shane Perkins                             |
| 2007  | France- Grégory Baugé - Mickaël Bourgain - Arnaud Tournant                                | Grande-Bretagne - Ross Edgar - Chris Hoy - Craig MacLean                                             | Allemagne - Robert Förstemann - Maximilian Levy - Stefan Nimke                    |
| 2008  | France- Grégory Baugé - Kévin Sireau - Arnaud Tournant                                    | Grande-Bretagne - Jamie Staff - Ross Edgar - Chris Hoy                                               | Pays-Bas - Teun Mulder - Theo Bos - Tim Veldt                                     |
| 2009  | France- Grégory Baugé - Kévin Sireau - Mickaël Bourgain                                   | Grande-Bretagne - Jamie Staff - Jason Kenny - Matthew Crampton                                       | Allemagne - Stefan Nimke - Robert Förstemann - René Enders                        |
| 2010  | Allemagne - Stefan Nimke - Robert Förstemann - Maximilian Levy                            | France- Grégory Baugé - Kévin Sireau - Michaël D'Almeida                                             | Grande-Bretagne - Chris Hoy - Jason Kenny - Ross Edgar                            |
| 2011  | Allemagne - Stefan Nimke - René Enders - Maximilian Levy                                  | Grande-Bretagne - Chris Hoy - Jason Kenny - Matthew Crampton                                         | Australie Daniel Ellis- Matthew Glaetzer - Jason Niblett                          |
| 2012  | Australie- Shane Perkins - Scott Sunderland - Matthew Glaetzer                            | France- Grégory Baugé - Kévin Sireau - Michaël D'Almeida                                             | Nouvelle-Zélande- Ethan Mitchell - Sam Webster - Edward Dawkins                   |
| 2013  | Allemagne- René Enders - Stefan Bötticher - Maximilian Levy                               | Nouvelle-Zélande- Ethan Mitchell - Sam Webster - Edward Dawkins                                      | France- Julien Palma - François Pervis - Michaël D'Almeida                        |
| 2014  | Nouvelle-Zélande- Ethan Mitchell - Sam Webster - Edward Dawkins                           | Allemagne- René Enders - Robert Förstemann - Maximilian Levy                                         | France- Grégory Baugé - Kévin Sireau - Michaël D'Almeida                          |
| 2015  | France- Grégory Baugé - Kévin Sireau - Michaël D'Almeida                                  | Nouvelle-Zélande- Ethan Mitchell - Sam Webster - Edward Dawkins                                      | Allemagne- René Enders - Robert Förstemann - Joachim Eilers                       |
| 2016  | Nouvelle-Zélande- Ethan Mitchell - Sam Webster - Edward Dawkins                           | Pays-Bas- Nils van 't Hoenderdaal - Jeffrey Hoogland - Matthijs Büchli                               | Allemagne- René Enders - Max Niederlag - Joachim Eilers                           |
| 2017  | Nouvelle-Zélande- Ethan Mitchell - Sam Webster - Edward Dawkins                           | Pays-Bas- Jeffrey Hoogland - Harrie Lavreysen - Matthijs Büchli - Theo Bos - Nils van 't Hoenderdaal | France- Benjamin Édelin - Sébastien Vigier - Quentin Lafargue - François Pervis   |
| 2018  | Pays-Bas- Nils van 't Hoenderdaal - Harrie Lavreysen - Jeffrey Hoogland - Matthijs Büchli | Grande-Bretagne- Jack Carlin - Ryan Owens - Jason Kenny - Philip Hindes - Joseph Truman              | France- François Pervis - Sébastien Vigier - Quentin Lafargue - Michaël D'Almeida |
| 2019  | Pays-Bas- Roy van den Berg - Harrie Lavreysen - Matthijs Büchli - Jeffrey Hoogland        | France- Grégory Baugé - Sébastien Vigier - Michaël D'Almeida - Quentin Lafargue                      | Russie- Denis Dmitriev - Alexander Sharapov - Pavel Yakushevskiy                  |
| 2020  | Pays-Bas- Roy van den Berg - Harrie Lavreysen - Jeffrey Hoogland - Matthijs Büchli        | Grande-Bretagne- Ryan Owens - Jack Carlin - Jason Kenny                                              | Australie- Thomas Cornish - Nathan Hart - Matthew Richardson                      |
| 2021  | Pays-Bas- Roy van den Berg - Harrie Lavreysen - Jeffrey Hoogland                          | France- Florian Grengbo - Sébastien Vigier - Rayan Helal                                             | Allemagne- Nik Schröter - Joachim Eilers - Stefan Bötticher - Marc Jurczyk        |
| 2022  | Australie- Matthew Glaetzer - Leigh Hoffman - Matthew Richardson - Thomas Cornish         | Pays-Bas- Jeffrey Hoogland - Harrie Lavreysen - Roy van den Berg                                     | Grande-Bretagne- Jack Carlin - Alistair Fielding - Hamish Turnbull                |
| 2023  | Pays-Bas- Jeffrey Hoogland - Harrie Lavreysen - Roy van den Berg                          | Australie- Matthew Glaetzer - Leigh Hoffman - Matthew Richardson - Thomas Cornish                    | France- Florian Grengbo - Sébastien Vigier - Rayan Helal                          |
| 2024  | Pays-Bas- Jeffrey Hoogland - Harrie Lavreysen - Roy van den Berg                          | Australie- Thomas Cornish - Ryan Elliott - Leigh Hoffman                                             | Japon- Yoshitaku Nagasako - Yuta Obara - Kaiya Ota                                |

## Bilan
| Rang | Coureur          | Pays             | Médaille d'or, Coupe du Monde | Médaille d'argent, Coupe du Monde | Médaille de bronze, Coupe du Monde | Total |
| ---- | ---------------- | ---------------- | ----------------------------- | --------------------------------- | ---------------------------------- | ----- |
| 1    | Arnaud Tournant  | France           | 9                             | 1                                 | 0                                  | 10    |
| 2    | Jeffrey Hoogland | Pays-Bas         | 6                             | 3                                 | 0                                  | 9     |
| 3    | Harrie Lavreysen | Pays-Bas         | 6                             | 2                                 | 0                                  | 8     |
| 4    | Grégory Baugé    | France           | 5                             | 3                                 | 1                                  | 9     |
| 5    | Florian Rousseau | France           | 5                             | 1                                 | 1                                  | 7     |
| 6    | Roy van den Berg | Pays-Bas         | 5                             | 1                                 | 0                                  | 6     |
| 7    | Laurent Gané     | France           | 4                             | 1                                 | 1                                  | 6     |
| 8    | Mickaël Bourgain | France           | 4                             | 1                                 | 0                                  | 5     |
| 9    | Edward Dawkins   | Nouvelle-Zélande | 3                             | 2                                 | 1                                  | 6     |
| 9    | Ethan Mitchell   | Nouvelle-Zélande | 3                             | 2                                 | 1                                  | 6     |
| 9    | Kévin Sireau     | France           | 3                             | 2                                 | 1                                  | 6     |
| 9    | Sam Webster      | Nouvelle-Zélande | 3                             | 2                                 | 1                                  | 6     |

| Rang  | Pays             | Médaille d'or, Coupe du Monde | Médaille d'argent, Coupe du Monde | Médaille de bronze, Coupe du Monde | Total |
| ----- | ---------------- | ----------------------------- | --------------------------------- | ---------------------------------- | ----- |
| 1     | France           | 11                            | 6                                 | 6                                  | 23    |
| 2     | Pays-Bas         | 6                             | 4                                 | 1                                  | 11    |
| 3     | Allemagne        | 5                             | 3                                 | 9                                  | 17    |
| 4     | Australie        | 3                             | 5                                 | 4                                  | 12    |
| 5     | Nouvelle-Zélande | 3                             | 2                                 | 1                                  | 6     |
| 6     | Grande-Bretagne  | 2                             | 9                                 | 5                                  | 16    |
| 7     | Espagne          | 0                             | 1                                 | 1                                  | 2     |
| 8     | États-Unis       | 0                             | 0                                 | 1                                  | 1     |
| 8     | Japon            | 0                             | 0                                 | 1                                  | 1     |
| 8     | Russie           | 0                             | 0                                 | 1                                  | 1     |
| Total | Total            | 30                            | 30                                | 30                                 | 90    |